# Cirphis obumbrata
Cirphis obumbrata är en fjärilsart som beskrevs av Lucas 1893. Cirphis obumbrata ingår i släktet Cirphis och familjen nattflyn. Inga underarter finns listade i Catalogue of Life.